# DC Black Label
DC Black Label è un marchio editoriale dell'editore statunitense DC Comics attivo nel 2018 con lo scopo di pubblicare fumetti realizzati dai più importanti e riconosciuti autori e artisti del campo fumettistico. A questi viene data la possibilità di cimentarsi con le icone della casa editrice quali Superman, Batman, Wonder Woman e altri, senza essere vincolati dalla continuity delle serie regolari. L'editor Jim Lee sottolinea come alcune delle opere più importanti prodotte per la DC Comics siano state realizzate out-of-continuity e dando piena libertà creativa ai fumettisti coinvolti. Come esempio e fonte d'ispirazione per la creazione di DC Black Label cita Il ritorno del Cavaliere Oscuro di Frank Miller pubblicato nel 1986, uno dei capisaldi dell'epoca moderna dei comics statunitensi.
La prima opera debutta il 19 settembre 2018 e si tratta di una miniserie di 3 numeri in formato prestige e contrassegnata dall'avvertenza "Mature Readers", cioè indirizzata ad un pubblico adulto. Il titolo è Batman: Damned, scritta da Brian Azzarello e disegnata da Lee Bermejo, è disponibile una versione con variant cover di Jim Lee.
La DC ha inoltre reso noto che diverse opere pubblicate prima della fondazione dell'imprint saranno raccolte in nuove edizioni sotto il logo DC Black Label. Si tratta di storie che risuonano con le tematiche e lo spirito della nuova etichetta. Tra queste si cita il Batman: White Knight di Sean Murphy, Kingdom Come di Mark Waid e Alex Ross, DC: The New Frontier di Darwyn Cooke.
Dopo la chiusura dell'imprint Vertigo (nel settembre 2019), le serie della linea editoriale The Sandman Universe, curata da Neil Gaiman e pubblicata per Vertigo, passano sotto la DC Black Label. Il primo albo ad essere distribuito è il n.14 di The Dreaming, il 2 ottobre 2019.
Il 30 ottobre 2019 debuttano le prime serie a fumetti con personaggi e storie esclusivamente create per l'imprint. Si tratta della linea editoriale di genere horror Joe Hill Presents Hill House Comics, supervisionata e creata dall'autore "maestro della narrativa dell'orrore" Joe Hill.

## Storia editoriale

Copertina di Batman: Damned n.1, primo albo pubblicato per la DC Black Label. Disegni di Lee Bermejo. Edizione italiana di RW Edizioni-Lion

L'imprint DC Black Label debutta nel settembre 2018 con lo scopo di pubblicare opere indirizzate ad un pubblico adulto realizzate da grandi autori e artisti. A questi viene data la possibilità di cimentarsi sui personaggi dell'Universo DC avendo però la libertà creativa di poter contestualizzare le storie al di fuori della continuity principale dei fumetti pubblicati dall'editore. Non si tratta di una proposta originale ma che riprende la linea editoriale denominata Elseworlds nata nell'ottobre del 1991 con Batman: The Holy Terror ma il primo grande successo arriva con Batman & Dracula: Red Rain di Doug Moench e Kelley Jones, primo capitolo di una trilogia epocale che vede lo scontro tra il Cavaliere Oscuro e il Re dei Vampiri. Siamo nell'epoca Post-crisis per la DC (ovvero dopo il 1986), un periodo nel quale era stato cancellato il Primo Multiverso della casa editrice e di conseguenze tutti gli albi supereroistici dell'Universo DC venivano ambientati nello stesso universo narrativo e con una stretta coerenza rispetta ad un'unica continuity (o almeno queste erano le intenzioni). Si sente però la necessità di creare storie che non siano canoniche e diano maggior libertà creativa agli autori come era già successo con opere seminali quali Watchmen di Alan Moore e il ritorno del Cavaliere Oscuro di Frank Miller (distribuite tra il 1985 e il 1986), esplicitamente citata da Jim Lee come punto di riferimento della nuova etichetta. Il capolavoro milleriano era composto da una miniserie fuori continuity rispetto alle serie regolari dell'Uomo Pipistrello quali Detective Comics e Batman e vede come protagonista un Bruce Wayne ormai cinquantenne e che pare aver rinunciato alla sua crociata personale. La storia sarà lo spunto per creare un universo narrativo parallelo denominato Dark Knight Universe. Non è un caso quindi che nel corso del primo anno di vita dell'imprint la maggioranza delle serie pubblicate vedano come protagonisti il Cavaliere Oscuro e le sue nemesi. Oltre la serie che segna il debutto dell'imprint (Batman: Damned di Azzarello-Bermejo) vi è la storia post-apocalittica Batman: Last Knight of Earth, il sequel di White Knight di Sean Murphy, una serie su Harley Quin e Joker: Killer Smile di Jeff Lemire. Vi è inoltre la miniserie in 3 parti Superman: Year One, scritta dallo stesso Frank Miller, considerato uno degli ispiratori per la fondazione della Black Label, i disegni sono affidati a John Romita Jr. e Danny Miki. Lo stesso Miller ci tiene a precisare che la storia è inserita all'interno del suo Dark Knight Universe e ci presenta le origini del Superman che poi sarà protagonista e rivale di Batman in The Dark Knight Returns. Finora Miller non aveva mai affrontato il passato di Kal-El e delle sue difficoltà ad inserirsi in un nuovo mondo ma è un racconto su cui ha fantasticato fin da quando era un ragazzino.
Nel giugno 2019 Dan DiDio annuncia ufficialmente la chiusura dello storico imprint Vertigo, fondato nel 1993 con lo scopo di pubblicare le opere DC indirizzate principalmente ad un pubblico adulto e capaci di esplorare generi e tematiche al di fuori delle storie mainstream dominate dai supereroi e (in gran parte) rivolte a lettori adolescenti. Giustifica la scelta dei nuovi vertici della casa editrice, a partire dalla neoeletta presidente Pam Lifford, suggerendo la necessità di unificare e rafforzare il brand "DC" che deve ora essere evidente su tutte le pubblicazioni. Sia lui che l'altro co-editore Jim Lee rassicurano però che la casa editrice non rinuncia a pubblicare fumetti per lettori maturi (post-adolescenziali) e neppure a produrre opere creator-owned in quanto tutto questo materiale passa sotto l'imprint DC Black Label dell'editor Mark Doyle. La transizione è favorita dal fatto che lo stesso Doyle ha svolto il ruolo di editor Vertigo negli ultimi due anni dell'imprint. A partire dall'ottobre 2019 avviene il rebrand della DC e gli albi distribuiti son così suddivisi: Graphic Novel for Kids (suggeriti per un'età tra gli 8 e i 12 anni), DC Graphic Novel for Young Adults (dai 13 anni in poi), DC (linea principale principalmente di genere supereroistico, 13 anni in poi), DC Black Label (per lettori con più di 17 anni). A confermare la continuità con il passato, La linea editoriale che forma il Sandman Universe, pubblicata tra il 2018 e il 2019 passa per Vertigo, passano sotto l'imprint DC Black Label a partire dagli albi distribuiti dall'ottobre 2019. Ispirati alla seminale serie Sandman e supervisionati dal suo creatore Neil Gaiman, si tratta di: The Books of Magic (dal n.13), The Dreaming (dal n.14), House of Whispers (dal n.14), Lucifer (dal n.13). A queste serie (dal 30 ottobre) se ne aggiunge una che ha come protagonista John Constantine, il personaggio che può vantare la serie più longeva pubblicata dalla Vertigo, ovvero Hellblazer, durata 300 albi pubblicati tra il 1988 e il 2013 (per Vertigo dal 1993). Dopo la sua chiusura, con una scelta discutibile, l'iconico mago e indagatore dell'occulto creato da Alan Moore viene pubblicato nelle serie regolari del DC Universe all'interno del reboot denominato The New 52. Tra il 2013 e il 2018 è protagonista di una serie regolare e della serie spin-off Justice League Dark, gruppo nato dalla Justice League. Le sue storie non sono più indirizzate a lettori adulti ma rientrano nei canoni stabiliti per le principali serie supereroistiche DC. Le storie del personaggio vengono denaturate delle sue peculiarità quali violenza e linguaggio espliciti, tematiche sovversive e blasfeme. Mark Doyle e Neil Gaiman decidono che è il momento che John Constantine torni alle sue origini e venga riproposto in una serie suggerita ad un pubblico adulto, all'interno del Sandman Universe e pubblicata dalla DC Black Label. Dopo un albo unico dal titolo: The Sandman Universe Presents: Hellblazer n.1, dal 27 novembre 2019 parte la serie regolare John Constantine: Hellblazer, con ai testi Si Spurrier e ai disegni Aaron Campbell. L'opera viene pubblicizzata con la tagline «The Original Constantine is back...».

Copertina del volume "DC Hill House - Basketful of Heads". Disegno di copertina di Reiko Murakami. Edizione italiana Panini Comics (2020).

Dall'ottobre 2019 la Black Label comincia a distribuire fumetti con storie e personaggi realizzati esclusivamente per l'imprint e creator-owned. Con questo intento viene lanciata la linea editoriale Joe Hill Presents Hill House Comics, supervisionata e creata dallo stesso Joe Hill. L'autore viene presentato come un "maestro della narrativa horror" ma che si è già cimentato con successo in campo fumettistico realizzando la saga horror Locke & Key, con ai disegni Gabriel Rodriguez e pubblicata dalla IDW Publishing. Tra il 2019 e il 2020 Joe Hill si è preso una pausa da scrittore di romanzi per dedicarsi a tempo pieno ai suoi progetti nel campo dei fumetti. Tra questi vi è il lancio di "Hill House Comics", che lo vede impegnato direttamente come autore di tre titoli: Basketful Heads, Plunge e Sea Dogs. Contemporaneamente realizza la serie Dying is easy per la IDW Publishing e lavora a nuove storie ambientate nell'universo di Lock & Key. Le serie pubblicate per la linea editoriale "Hill House Comics" si allineano alle tematiche care all'autore e sono di genere horror con il chiaro scopo di stupire e spaventare il lettore attraverso storie innovative e audaci. L'editore DC Dan DiDio sottolinea che le storie di genere <<sono parte integrante della storia DC ed è una tradizione che deve essere rivitalizzata>>. Vengono citate ad esempio la storia serie antologica House of Secrets e il Sandman di Neil Gaiman. Il debutto avviene con la miniserie in 7 parti Basketful of Heads distribuita dal 30 ottobre 2019 e scritta dallo stesso Joe Hill con disegni di Leomacs.
Il 2020 inizia con una nuova miniserie su Harley Quinn dal titolo Harley Quinn e The Birds of Prey ma in questo caso l'opera è in continuity con le serie pubblicate sul personaggio nella timeline principale dell'Universo DC. Ad occuparsene sono infatti Jimmy Palmiotti e Amanda Conner che hanno scritto la serie regolare del personaggio tra il 2013 e il 2018 e questa miniserie è un sequel di quel ciclo narrativo. Entrambi sono entusiasti di poter far agire il personaggio in accordo con la sua vena trasgressiva e il suo comportamento disturbato. Questo era difficile da rendere all'interno di una serie regolare realizzata anche per lettori adolescenti. In questo caso è indirizzata ad un pubblico adulto e quindi non ci saranno limitazioni alle scene o al linguaggio da parte degli editor. Si tratta tra l'altro della prima opera Black Label che si pone in continuity con le principali serie DC, pubblicate al di fuori dell'imprint.
Nell'agosto del 2020, Mark Doyle viene licenziato dalla DC Comics, quindi viene deposto dal suo ruolo di Executive Editor e principale responsabile creativo di DC Black Label, a meno di due anni dalla sua fondazione (alla quale ha contribuito). La sua dipartita rientra nel vasto programma di licenziamenti e riassetto manageriale in cui va incontro la DC Comics (e il gruppo WarnerMedia di cui la DC fa parte). Ad inizio anno vi era stato l'inatteso licenziamento di Dan DiDio (a febbraio), editore e principale responsabile creativo della DC Comics (insieme a Jim Lee). Nell'estate vie è una seconda ondata di licenziamenti che colpisce anche Bob Harras, redattore capo DC e vede Jim Lee (co-fondatore di DC Black Label) spogliato del suo ruolo di Publisher della DC Comics. Tale manovra va vista come conseguenza della acquisizione della Time Warner (rinominata WarnerMedia) nel giugno 2018 da parte della AT&T, la quale per ottimizzare i profitti ha previsto un taglio del 25 % (circa) dei dipendenti. La pubblicazione di fumetti non risulta tra l'altro tra i principali asset su cui vuole puntare il nuovo colosso dei media. In ogni caso i programmi per le uscite delle serie Black Label previste per la fine del 2020 e gli inizi del 2021 continuano così come programmato durante la gestione di Mark Doyle.
Da marzo 2021 viene posto Chris Connery come nuovo redattore esecutivo dell'imprint, prendendo il posto che era di Mark Doyle. Connery lavora alla DC Comics dal 2005 passando da assistente redattore fino ad arrivare a Senior Editor della compagnia. Dal 2019 è stato affiancato a Mark Doyle nella gestione della Black Label. Tra i progetti più importanti curati da Conroy vi sono stati i titoli del Sandman Universe (di cui mantiene una diretta supervione), Wonder Woman, Martian Manhunter, la graphic novel Harley Quinn: Black + White + Red. Ha inoltre collaborato alla supervisione editoriale dei titoli di Batman. Sotto la direzione di Conroy l'imprint mantiene le sue connotazioni quali quella di pubblicare storie autoriali di personaggi DC (al di fuori della continuity) e storie "creator-owned". Conroy cercherà di valorizzare quest'ultimo settore finora marginale nella produzione Black Label. D'altra parte è stato l'editor del primo titolo "creator-owned" dell'etichetta, ovvero The Last God di Philip Kennedy Johnson, scrittore che ha sostituito Bendis sui titoli di Superman nel 2021. Sta inoltre curando il lancio di un altro titolo "creator-owned", creato da James Tanion IV dal titolo Nice House on the Lake, di genere horror.

## Opere

### Serie originali Black Label
- Batman:Damned nn.1-3, Brian Azzarello (testi) e Lee Bermejo (disegni), miniserie bimestrale (conclusa), 19 settembre 2018 - 22 maggio 2019 (originariamente era stata sollecitata la distribuzione per il 27 marzo 2019, ma la conclusione della miniserie è arrivata con 2 mesi di ritardo)[15].
- Batman: Last Knight of Earth nn.1-3, Scott Snyder (testi) - Greg Capullo e Jonathan Glapion (disegni), miniserie (conclusa), 29 maggio 2019 - 18 dicembre 2019.
- Superman Year One nn.1-3, Frank Miller (testi) - John Romita Jr. e Danny Miki (disegni), miniserie bimestrale (conclusa), 19 giugno 2019 - 16 ottobre 2019. Gli albi sono di 64 pp. in prestige format, ovvero con pagine in carta patinata e copertine in cartoncino.
- Batman: Curse of the White Knight nn.1-8, Sean Murphy (testi e disegni), miniserie, sequel di Batman: White Knight, originariamente non pubblicato per l'imprint DC Black Label, 24 luglio 2019 - 25 marzo 2020.
- Harleen nn.1-3, Stjepan Sejic (testi e disegni), miniserie, 25 settembre -in corso.
- Joker/Harley: Criminal Sanity nn.1-9, Kami Garcia (testi) - Mico Suayan e Mike Mayhew (disegni), miniserie, 9 ottobre 2019 -in corso.
- Joker: Killer Smile nn.1-3, Jeff Lemire (testi) - Andrea Sorrentino (disegni), miniserie bimestrale, 30 ottobre 2019 - 19 febbraio 2020.
- The Last God dal n.1, Phillip Kennedy Johnson (testi) - Riccardo Federici, Dean White, Jared Blando, Kai Carpenter (disegni), 30 ottobre 2019 -in corso.
- The Question: The Deaths of Vic Sage nn.1-4, Jeff Lemire (testi) - Denys Cowan e Bill Sienkiewicz (disegni), miniserie, 20 novembre 2019 - 25 agosto 2020.
- Batman: White Knight Presents Von Freeze n.1, Sean Murphy (testi e copertina) - Klaus Janson (disegni e copertina alternativa), albo unico, 20 novembre 2019. Storia spin-off di "Batman: White Knight", distribuito con copertina in cartoncino (o "card stock cover" in inglese)[10].
- Il ritorno del Cavaliere Oscuro - Il bambino d'oro (The Dark Knight Returns: The Golden Child) n.1, Frank Miller (testi) - Rafael Grampá (disegni), albo unico in Prestige Format, 11 dicembre 2019.
- Wonder Woman: Dead Earth nn.1-4, Daniel Warren Johnson (testi e disegni), miniserie (conclusa), 18 dicembre 2019 - 18 agosto 2020.
- Harley Queen and The Birds of Prey nn.1-4, Amanda Conner e Jimmy Palmiotti (testi) - Amanda Conner (disegni), miniserie bimestrale, 12 febbraio 2020 - 2 febbraio 2021.
- The Other History of the DC Universe nn.1-5, John Ridley (testi) - Giuseppe Camuncoli e Andrea Cucchi (disegni), miniserie, 24 novembre 2020 -in corso.
- American Vampire 1976 nn.1-9, Scott Snyder (testi) e Rafael Albuquerque (disegni), miniserie spin off di American Vampire (pubblicata da Vertigo), dicembre 2020 -in corso.
- Sweet Tooth: The Return nn.1-6, Jeff Lemire (testi e disegni), miniserie spin-off di Sweet Tooth (pubblicata da Vertigo), gennaio 2021 -in corso.

### The Sandman Universe
- The Dreaming dal n.14, Si Spurrier (testi) - Matias Bergara (disegni), serie regolare, 2 ottobre 2019 -in corso. Prima opera della linea editoriale Sandman Universe distribuita per DC Black Label[3].
- House of Whispers dal n.14, Nalo Hopkins e Dan Watters (disegni) - Dominike "Domo" Stanton (disegni), serie regolare, 9 ottobre 2019 -in corso[3].
- Lucifer dal n.13, Dan Watters (testi) - Max Fiumara (disegni), serie regolare, 16 ottobre 2019 -in corso[3].
- Books of Magic dal n.13, Kat Howard (testi) - Tom Fowler (disegni), serie regolare, 23 ottobre 2019 -in corso[3].
- The Sandman Universe Presents: Hellblazer n.1, Si Spurrier (testi) - Marcio Takara (disegni), albo unico, 30 ottobre 2019.
- John Constantine: Hellblazer nn.1-12, Si Spurrier (testi) - Aaron Campbell (disegni), serie regolare (conclusa), 27 novembre 2019 - 24 novembre 2020.
- The Dreaming: Waking Hours dal n.1, G.Willow Wilson (testi) - Nick Robles (disegni) - Bill Sienkiewicz (artista di copertina), limited-series di 12 albi, 6 maggio 2020 -in corso.

### Joe Hill Presents Hill House Comics
- Basketful Heads nn.1-7, Joe Hill (testi) - Leomacs (disegni) - Dan McDaid (disegni per la backup story Sea of Dogs), miniserie, 30 ottobre 2019 - 22 aprile 2020.
- The Dollhouse Family dal n.1, Mike Carey (testi) - Peter Gross e Vince Locke (disegni) - Dan McDaid (disegni per la backup story Sea of Dogs), miniserie, 13 novembre 2019 - 8 aprile 2020.
- The Low, Low Woods dal nn.1-6, Carmen Maria Machado (testi) - Dani (disegni) - Dan McDaid (per la backup story Sea of Dogs), miniserie (conclusa), 18 dicembre 2019 - 20 maggio 2020.
- Daphne Byrne dal n.1, Laura Marks (testi) - Kelley Jones (disegni) - Dan McDaid (disegni per la backup story Sea of Dogs), miniserie, gennaio 2020.
- Plunge nn.1-6, Joe Hill (testi) - Stuart Immonen (disegni) - Dan McDaid (disegni per la backup story Sea of Dogs), miniserie, 19 febbraio 2020 -in corso.

### Riedizioni sotto l'imprint Black Label
- Batman: White Knight TP, Sean Murphy (tesi e disegni), raccoglie la miniserie di 8 albi nel formato Trade Paperback (edizione brossurata), data di uscita: 3 ottobre 2018. ISBN 9781401279592
- DC: New Frontier TP New Edition, Darwyn Cooke (testi) - D.Cooke e J.Bone (disegni), raccoglie l'acclamata miniserie della Justice League of America ambientata durante la Guerra Fredda, in un periodo in cui la paranoia anticomunista aveva bandito i supereroi della Golden Age[16]. Oltre ai 6 albi di cui è composta la limited-series, questa nuova edizione contiene l'albo speciale Justice League: The New Frontier Special #1[16]. Formato Trade Paperback da 520 pp., data di uscita: 13 febbraio 2019[16]. ISBN 9781401290924
- Kingdom Come TP, Mark Waid (testi) - Alex Ross (disegni), raccoglie la miniserie di 4 albi Kingdom Come originariamente pubblicata per l'imprint Elseworlds nel 1996 e vincitrice di 5 Eisner e Harvey Awards[17]. Formato Trade Paperback con oltre 150 pp. di materiale sulla realizzazione dell'opera, sketches, annotazioni, materiale di presentazione mai pubblicato prima e lo script dell'albo Kingdom Come numero 1[17]. Data di distribuzione: 17 aprile 2019[17]. ISBN 9781401290962
- Frank Miller's Ronin TP, Frank Miller (testi e disegni), raccoglie la miniserie di 6 albi Ronin originariamente pubblicata tra il 1983 e il 1984. Formato Trade Paperback che include materiale promozionale, fold-out pages (ovvero pagine a più ante apribili) e altri contenuti speciali per questa edizione, data di distribuzione: 1 maggio 2019. ISBN 9781401290979
- Mister Miracle HC, Tom King (testi) - Mitch Gerads (disegni), raccoglie l'acclamata limited-series del duo King-Gerads , vincitrice dell'Eisner Award per il miglior scrittore e miglior artista e il Ringo Award come "Best Comic Series" (miglior serie)[18]. Formato Hard Cover e nuova cover di Gerads, data di distribuzione: 15 maggio 2019[18]. ISBN 9781401298814
- Batman Year One TP New Edition, Frank Miller (testi) - David Mazzuchelli (disegni), raccoglie lo story-arc Year One pubblicato su Batman nn.404-407 nel 1987. Questa nuova edizione brossurata viene distribuita per l'imprint DC Black Label dal 29 maggio 2019[19]. ISBN 9781401291228
- Joker TP, Brian Azzarello (testi) - Lee Bermejo e Mick Gray (disegni), prima edizione in volume trade paperback (o "brossurata") per l'opera di Azzarello e Bermejo, graphic novel pubblicata originariamente nel 2008[18]. Data di distribuzione: 31 luglio 2019[18]. ISBN 9781401291860
- Luthor TP, Brian Azzarello (testi) - Lee Bermejo (disegni), graphic novel originariamente pubblicata nel 2009 facente parte di un trittico di storie del duo Azzarello-Bermejo che comprende Joker e Batman: Damned[20]. Data di distribuzione: 6 novembre 2019[20]. ISBN 9781401291990
- Black Orchid TP New Edition, Neil Gaiman (testi) - Dave McKean (disegni), raccolta della miniserie omonima originariamente pubblicata nel 1988 e poi raccolta nel 1993 in volume trade paperback per l'imprint Vertigo. Data di distribuzione: 4 dicembre 2019. ISBN 9781401294823
- Black Hawk: Blood & Iron HC, Howard Chaykin, Martin Pasko e Mike Grell (testi) - Howard Chaykin, Grant Miehm, Rich Burchett e AA.VV. (disegni), per la prima volta vengono raccolte in volume la miniserie "Blackhawk: Blood & Iron", storie tratte da Action Comics Weekly nn.601-608, nn.615-622, nn.628-635 e "Secret Origins" n.45[10]. Data di distribuzione: 11 dicembre 2019. ISBN 9781779500779
- Hellblazer by Garth Ennis Omnibus HC, Garth Ennis (testi) - Steve Dillon, Will Simpson, David Lloyd e AA.VV. (disegni), raccolta in volume cartonato degli albi Hellblazer nn.41-50, nn.52-83, nn.129-133, Hellblazer Special n.1 e Hearthland n.1, copertina di Glenn Fabry[21]. Data di distribuzione: 15 aprile 2020. ISBN 9781401299910

### Raccolte originali Black Label
La prima raccolta di un'opera originale (non riedita) distribuita per l'imprint debutta nel settembre 2019.
- Batman: Damned HC, Brian Azzarello (testi) - Lee Bermejo (disegni), raccoglie la prima miniserie originale pubblicata per l'imprint DC Black Label. Il formato è con copertina cartonata (o Hardcover) con 160pp. rilegate, inoltre presenta una galleria di sketch e degli articoli bonus per questa edizione. Data di distribuzione: 4 settembre 2019[19]. ISBN 9781401291402

## Merchandising
- Batman Black & White: White Knight Batman by Sean Murphy Statue:  statua in scala 1:10 scolpita da Jonathan Matthews, modella su un'immagine disegnata da Sean Murphy per la miniserie Batman: White Knight[22]. La figura riprende le caratteristiche peculiari della collezione Batman Black & White e quindi è dipinta in bianco e nero con tonalità di grigio[22]. I pezzi realizzati sono limitati a 5.000 unità e il costo sul Mercato Diretto è di $80.00 (ottanta dollari statunitensi). Data di distribuzione: aprile 2019[22].
- DC Designer Series: Black Label Batman by Lee Bermejo Statue: statua in scala 1:6 scolpita da Jean St.Jean modellata su un'immagine del Batman di Lee Bermejo così come viene raffigurato nella miniserie Batman:Damned[23]. L'opera è realizzata in poliresina ed è limitata ad una produzione di 5000 esemplari numerati individualmente[23]. Il costo sul Mercato Diretto è di $150.00 (centocinquanta dollari). Data di distribuzione: settembre 2019[23].

## Edizione Italiana

Copertina del volume "DC Black Label - Batman: Cavaliere Bianco 1", disegni di Sean Murphy. Edizione RW-Lion Comics

Le pubblicazioni Black Label sono edite in Italia dall'etichetta Lion Comics della RW Edizioni di Novara. La casa editrice novarese è licenziataria delle pubblicazioni DC Comics e quindi anche dei suoi imprint. Il primo titolo ad essere pubblicato è DC Black Label - Batman: Cavaliere Bianco 1 a settembre 2018, ovvero la versione italiana di Batman White Knight di Sean Murphy Da notare che la data di copertina italiana (settembre) precede di un mese la data di distribuzione della raccolta originale Batman: White Knight (il 3 ottobre). Il volume Lion Comics contiene i primi 4 albi della miniserie e viene presentato come <<il primo titolo della nuova etichetta DC Black Label>>, viene inoltre erroneamente presentato come graphic novel quando in realtà è una raccolta della prima parte di una miniserie pubblicata su cadenza mensile negli USA. Tra l'altro non viene precisato che si tratta di un'opera uscita precedentemente alla fondazione dell'imprint e che solo successivamente è stata riedita con il logo DC Black Label. La prima pubblicazione dell'imprint rimane Batman:Damned.
- DC Black Label - Batman: Cavaliere Bianco 1, Sean Murphy (testi e disegni), RW Edizioni-Lion Comics, Novara, settembre 2018. ISBN 9788833048574